# إطلاق متقاطع

تصوير تقاطع إطلاق النار

النيران المتقاطعة أو الإطلاق المتقاطع (المعروف أيضًا باسم الإطلاق المتشابك) هو مصطلح عسكري لتحديد الأسلحة (غالبًا الأسلحة الآلية مثل البنادق الهجومية أو المدافع الرشاشة الفرعية) بحيث تتداخل خطوط إطلاق النار. برز هذا التكتيك في الحرب العالمية الأولى.
تحديد الأسلحة بهذه الطريقة هو مثال على تطبيق المبدأ الدفاعي للدعم المتبادل. ميزة وضع الأسلحة التي تدعم بعضها البعض هي أنه من الصعب على المهاجم العثور على نهج مغطى لأي موقف دفاعي. [بحاجة لمصدر]
استخدام الدروع، والدعم الجوي، والدعم غير المباشر للنار، والتسلل هي تكتيكات يمكن استخدامها للهجوم على موقع دفاعي. ومع ذلك، عندما يقترن بالألغام الأرضية والقناصين والأسلاك الشائكة والغطاء الجوي، أصبح الإطلاق المتقاطع تكتيكًا صعبًا في أوائل القرن العشرين.  

## حرب الخندق
برز تكتيك استخدام الإطلاق المتداخل أو المتقاطع خلال الحرب العالمية الأولى حيث كان سمة من سمات حرب الخنادق. تم وضع المدافع الرشاشة في مجموعات، تسمى أعشاش المدافع الرشاشة، وقاموا بحماية جبهة الخنادق. فقد العديد من الأرواح في محاولات عقيمة لتوجيه الهجوم عبر المنطقة المحرمة حيث أقيمت هذه النيران المتقاطعة. بعد هذه الهجمات، تم العثور على العديد من الجثث في المنطقة.

## «وقعوا في مرمى النيران»
إن «الوقوع في تبادل إطلاق النار» هو تعبير يشير غالبًا إلى إصابات غير مقصودة (المارة، وما إلى ذلك) الذين قتلوا أو جرحوا من خلال التعرض لإطلاق النار في معركة أو قتال بالأسلحة، كما هو الحال في موقع يمكن أن يصاب فيه الرصاص من كلا الجانبين. أصبحت العبارة تعني أي إصابة أو ضرر (جسدي أو غير ذلك) حدث لطرف ثالث بسبب عمل المحاربين (الضرر الجانبي).